# Det elektriske Hotel
Det elektriske Hotel er en dansk stumfilm fra 1916 med ukendt instruktør.

## Handling
Hr. Petterson ankommer til Hotel Electric, hvor den ene overraskelse afløse den anden: Fra tøj der hænger sig selv på plads til folk der går ind i helt forkerte værelser. Med hjælp fra hotelbestyreren bliver alt dog bragt i orden igen.